# ヘナート・ヴェリッシモ
ヘナート・ヴェリッシモ（Renato Verissimo、1973年8月3日 - ）は、ブラジルの男性総合格闘家、柔術家。リオデジャネイロ州リオデジャネイロ出身。BJ・ペンズMMA/ノヴァウニオン所属。ブラジリアン柔術四段。ヘナート・ベヒーシモとも表記される。
ニックネームの「シャルート」はポルトガル語で葉巻を意味し、水球選手だった頃に長身痩躯で日焼けしていた姿から名付けられた。

## 来歴
学生時代は水球の選手であったが、1987年にチームメイトに勧められたことがきっかけでブラジリアン柔術を学び始める。後に黒帯を取得、1997年にはムンジアルの黒帯レーヴィ級（-73kg）で3位入賞を果たした。またハワイのヒロに移住し、教え子のBJ・ペンの影響で総合格闘技を始めた。
2004年1月31日、UFC 46でUFC初参戦を果たし、元ウェルター級王者のカーロス・ニュートン相手に寝技で優位に立ち、判定勝利。6月19日にはUFC 48で前ウェルター級王者マット・ヒューズと対戦、グラウンドでの下からの仕掛けを防がれて判定負け。10月22日のUFC 50ではフランク・トリッグにTKO負けを喫した。
2005年5月7日、ROTR 7で中西裕一と対戦し、ドクターストップでTKO勝ち。
2006年1月20日、ROTR 8において開催されたウェルター級トーナメントに出場、1回戦でカーロス・コンディットに17秒でTKO負けを喫した。4月21日のROTR 9でも弘中邦佳にTKO負け。
2007年9月15日、初参戦となったEliteXCでジェイク・シールズと対戦し、マウントパンチによるTKO負け。

## 戦績
| 総合格闘技 戦績 | 総合格闘技 戦績 | 総合格闘技 戦績 | 総合格闘技 戦績 | 総合格闘技 戦績 | 総合格闘技 戦績 | 総合格闘技 戦績 |
| --------------- | --------------- | --------------- | --------------- | --------------- | --------------- | --------------- |
| 13 試合         | (T)KO           | 一本            | 判定            | その他          | 引き分け        | 無効試合        |
| 7 勝            | 6               | 0               | 1               | 0               | 0               | 0               |
| 5 敗            | 4               | 0               | 1               | 0               | 0               | 0               |

| 勝敗 | 対戦相手                         | 試合結果                          | 大会名                                                  | 開催年月日     |
| ×    | ジェイク・シールズ               | 1R 4:00 TKO（マウントパンチ）     | EliteXC: Uprising                                       | 2007年9月15日  |
| ○    | ラーズ・ヘイヴン                 | 1R 2:09 TKO（パウンド）           | Icon Sport: Epic                                        | 2007年3月31日  |
| ○    | クリス・フルールスティル         | 1R 2:19 TKO（パウンド）           | Icon Sport: All In                                      | 2007年2月9日   |
| ×    | 弘中邦佳                         | 2R 3:03 TKO（パウンド）           | Rumble on the Rock 9                                    | 2006年4月21日  |
| ×    | カーロス・コンディット           | 1R 0:17 TKO（膝蹴り）             | Rumble on the Rock 8 【ウェルター級トーナメント 1回戦】 | 2006年1月20日  |
| ○    | 中西裕一                         | 2R 2:32 TKO（ドクターストップ）   | Rumble on The Rock 7                                    | 2005年5月7日   |
| ×    | フランク・トリッグ               | 2R 2:11 TKO（グラウンドの肘打ち） | UFC 50: The War of '04                                  | 2004年10月22日 |
| ×    | マット・ヒューズ                 | 5分3R終了 判定0-3                 | UFC 48: Payback                                         | 2004年6月19日  |
| ○    | カーロス・ニュートン             | 5分3R終了 判定3-0                 | UFC 46: Supernatural                                    | 2004年1月31日  |
| ○    | ギル・カスティーリョ             | 2R終了時 TKO（タオル投入）        | Rumble on the Rock 4                                    | 2003年10月10日 |
| ○    | レイ・エルブ                     | 1R 1:41 TKO                       | Rumble on the Rock 3                                    | 2003年8月9日   |
| －   | シャノン・"ザ・キャノン"・リッチ | 1R 3:09 無効試合（バッティング）  | Rumble on the Rock 2                                    | 2003年3月15日  |
| ○    | ローランド・ファーブル           | 1R 3:50 TKO（パンチ連打）         | Warriors Quest 4: Genesis                               | 2002年3月29日  |

## 獲得タイトル
- 世界柔術選手権 黒帯レーヴィ級(-73kg) 第3位（1997年）